# José Villalonga Llorente
José Villalonga Llorente (Córdoba, 1919. december 12. – Córdoba, 1973. augusztus 7.) Európa-bajnok spanyol labdarúgóedző.
A spanyol labdarúgó-válogatott szövetségi kapitánya volt 1962 és 1966 között. Irányítása alatt a spanyolok megnyerték a hazai rendezésű 1964-es Európa-bajnokságot.

## Sikerei, díjai
Real Madrid
- Spanyol bajnok (2): 1954–55, 1956–57
- BEK-győztes (2): 1955–56, 1956–57
- Latin kupa (2): 1955, 1957

Atlético Madrid
- Spanyol kupa (2): 1959–60, 1960–61
- KEK-győztes (1): 1961–62

Spanyolország
- Európa-bajnok (1): 1964